# 三河中島站
三河中島站（日语：／ Mikawa-Nakajima eki */?）是一座位於愛知縣碧海郡六美町（在暫停服務一刻為六美村，現時：岡崎市中島町），名古屋鐵道（名鐵）（舊）西尾線的車站（廢站）。

## 歷史
在西尾線的前身西三軌道開業時（岡崎新 - 西尾），此站已經存在，當時車站距離岡崎新站4.7公里處。後來遷移至6.1公里處（日期不詳）。
後來車站在改名為三河中島站不久（約1.5個月）後被暫停營業。
- 1911年（明治44年）10月30日 - 西三軌道岡崎新至西尾之間開業，中島站啟用。
- 1912年（明治45年）1月25日 - 西三軌道改名為西尾鐵道。
- 1926年（大正15年）12月1日 - 西尾鐵道與愛知電氣鐵道（日语：愛知電気鉄道）合併。岡崎新至西尾至吉田港之間的路線名稱為西尾線。
- 1929年（昭和4年）4月1日 - 西尾線岡崎新至西尾之間電氣化（600V）和改軌距至1067mm。
- 1935年（昭和10年）8月1日 - 愛知電氣鐵道與名岐鐵道合併為名古屋鐵道。成為名古屋鐵道的車站。
- 1943年（昭和18年）
  - 11月1日 - 車站改名為三河中島站。
  - 12月16日 - 西尾線岡崎新至西尾之間成為不要不急路線而暫停營業。此站也暫停營業。
- 1959年（昭和34年）11月25日 - 車站正式被廢除。

## 配線圖
| ← 岡崎新方向    | 中島站 站內配線略圖（1943年） | → 西尾方向 |
| 图例 参考文献： |                               |            |

## 廢站後
車站遺址變為停車站，附近設有名鐵東部交通岡崎・西尾線的中島巴士站。

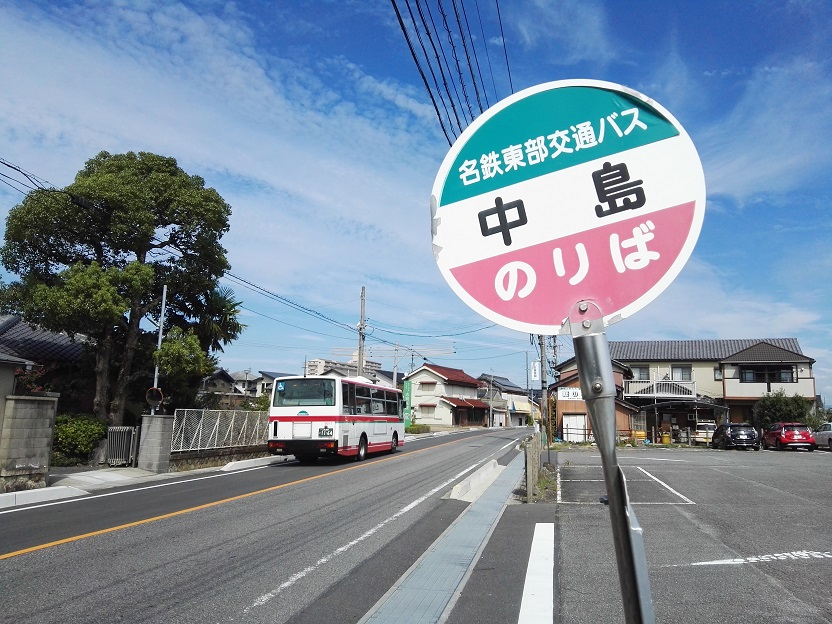
中島巴士站

## 相鄰車站
名古屋鐵道
西尾線（舊線）
土呂－三河中島－三江島
曾經此站與土呂站之間設有占部站（於1917年廢除）。

## 注腳
1. ↑  日本鉄道旅行地図帳 追加・訂補 7号 東海 （页面存档备份，存于）（日語） - 鐵道論壇
2. ↑  鐵道省 編著 《鉄道停車場一覧 昭和12年10月1日現在》p.359 川口印刷所出版部 1937年 國立國會圖書館數碼化收藏
3. ↑  清水武、田中義人《名古屋鉄道車両史 上巻》，Alpha Beta Books、2019年、p.181、ISBN 978-4865988475